# Natalia Merkoulova
Natalia Merkoulova  (en russe : Меркулова, Наталья Фёдоровна), née le 19 septembre 1979 à Bouzoulouk (oblast d'Orenbourg), est une réalisatrice de cinéma et scénariste russe.
Son film L'homme qui a surpris tout le monde, sorti en 2018, a été présenté à la 16e semaine du nouveau cinéma russe à Paris en novembre 2018  et a remporté le même mois le Grand Prix du Festival du cinéma russe à Honfleur 2018.

## Biographie
Natalia Merkoulova est originaire d'une ville située à l'est de la Russie d'Europe, proche de l'Oural et de la frontière du Kazakhstan.
En 2001, elle termine ses études de journalisme à l'université d'État d'Irkoutsk, en Sibérie. Pendant deux ans (2002-2004), elle est rédactrice en chef pour la chaîne NTS à Irkoutsk (canal 21) et présente l'émission Opinion spéciale (Ossoboe mnenie).
Elle fait ensuite une spécialisation aux Cours supérieurs de formation des scénaristes et réalisateurs à Moscou, qu'elle achève en 2010. En 2009 elle participe à la présentation des films d'étudiants Les nouveaux Russes au Festival de Cannes.
Elle fait ses débuts à la réalisation avec un court métrage, La Fille , puis avec un documentaire, Kletka, sur les enfants de la région d'Irkoutsk atteints du virus du sida.
En 2010, elle réalise le premier film musical russe en relief, Aide-moi, au sujet du groupe de rock Gorod 312.
En 2013, en collaboration avec Alexeï Tchoupov, elle tourne Parties intimes qui remporte un prix au festival Kinotavr. Puis, toujours avec Tchoupov, elle réalise la série La Crise du jeune âge.

## Filmographie

### Réalisatrice
- 2008 : Traumatisme (Травматизм) (documentaire)[5]
- 2009 : La Fille  (Дочь) (court-métrage)
- 2013 : Parties intimes (Интимные места)
- 2016 : L'Escalier Rodchenko (Лестница Родченко)
- 2016 : La Crise du jeune âge (Кризис нежного возраста)
- 2017 : Iana+Ianko (ru) (Яна+Янко)
- 2017 : De l'amour 2 : Seulement pour adultes (Про любовь. Только для взрослых)
- 2018 : L'homme qui a surpris tout le monde (Человек, который удивил всех)
- 2019 : Call center (ru) (Колл-центр)
- 2020 : Des histoires très féminines (Очень женские истории), coréalisé avec Anna Saroukhanova et Lika Yatkovskaïa
- 2021 : Le capitaine Volkonogov s'est échappé (Капитан Волконогов бежал)[6]

### Scénariste
- 2003 : La Cage (documentaire)
- 2013 : Parties intimes (en compétition au Festival du cinéma russe à Honfleur 2013)
- 2017 : Salyut 7
- 2021 : Le capitaine Volkonogov s'est échappé (Капитан Волконогов бежал)

## Distinctions
- 2003 : Prix du club de presse international Artiom Borovik pour Kletka
- Festival Kinochoc 2008 : Prix du jury Frontières de choc pour Traumatisme[7]
- Festival Kinotavr 2013[8],[9]:
  - Meilleur premier film pour Parties intimes
  - Diplôme de la Guilde des critiques de cinéma russe
- Festival du cinéma russe à Honfleur 2018 : Grand Prix de la Ville de Honfleur pour L'homme qui a surpris tout le monde (réalisé avec Alexeï Tchoupov)[10]